# قرار مجلس الأمن التابع للأمم المتحدة رقم 430
إشار قرار مجلس الأمن التابع للأمم المتحدة رقم 430، الذي تم تبنيه في 16 يونيو 1978، إلى تقرير للأمين العام مفاده أنه بسبب الظروف الحالية، فإن وجود قوة حفظ السلام التابعة للأمم المتحدة في قبرص سيظل ضروريًا لتحقيق تسوية سلمية. وأعرب المجلس عن قلقه بشأن الإجراءات التي يمكن أن تؤدي إلى تصعيد التوترات، وطلب من الأمين العام تقديم تقرير مرة أخرى قبل 30 نوفمبر 1978 لمتابعة تنفيذ القرار.
أعاد المجلس تأكيد قراراته السابقة، بما في ذلك القرار 365 (1974)، وأعرب عن قلقه بشأن الوضع، وحث الأطراف المعنية على العمل معًا من أجل السلام ومدد ولاية القوة مرة أخرى في قبرص، المنصوص عليه في القرار 186 (1964)، حتى 15 ديسمبر 1978.
اعتُمد القرار بأغلبية 14 صوتاً. لم تشارك الصين في التصويت.